# غيرغلي ناغي
غيرغلي ناغي (بالمجرية: Nagy Gergely)‏ هو لاعب كرة قدم مجري، ولد في 27 مايو 1994 في سغليد في المجر. شارك مع منتخب المجر تحت 17 سنة لكرة القدم ومنتخب المجر تحت 21 سنة لكرة القدم. أما مع النوادي، فقد لعب مع غيور تورنا أوزتالي ونادي فاساس.

## وصلات خارجية
- غيرغلي ناغي على موقع قاعدة بيانات كرة القدم.إي يو (الإنجليزية)
- غيرغلي ناغي على موقع Soccerway.com (الإنجليزية)